# Salih Uçan
Salih Uçan (* 6. Januar 1994 in Marmaris) ist ein türkischer Fußballspieler. Er steht bei Beşiktaş İstanbul unter Vertrag und ist ehemaliger Nachwuchs- und heutiger Nationalspieler.

## Karriere

### Verein
Uçan begann Fußball in der Jugend von Marmaris Belediyespor zu spielen und wechselte im September 2008 in die Jugend von Bucaspor. 2010 erhielt er einen Profivertrag, spielte aber weiterhin überwiegend für die Reservemannschaft. Parallel zu seiner Tätigkeit bei der Reserve wurde er am Mannschaftstraining der Profis beteiligt und bei der Mannschaftsaufstellung berücksichtigt. So gab er sein Profidebüt am 9. November 2010 bei einer Pokalbegegnung gegen den zu der Zeit Drittligisten Yeni Malatyaspor. Etwa sechs Wochen nach dieser Begegnung kam er bei der Pokalpartie gegen Fenerbahçe Istanbul ein weiteres Mal zu einem Einsatz. Zum Saisonende verpasste sein Verein den Klassenerhalt in der Süper Lig und stieg in die zweithöchste türkische Klasse, in die TFF 1. Lig, ab. In seiner zweiten Saison eroberte er sich früh einen Stammplatz und wurde zu einem der Stars der Saison. Kurz darauf weckte er auch das Interesse anderer Klubs.
Gleich nach Saisonende sicherte sich Fenerbahçe Istanbul im Sommer 2012 die Dienste des jungen Mittelfeldspielers. Als Ablösesumme für Uçan zahlte Fenerbahçe an Bucaspor 1,4 Millionen Euro plus den Spieler Okan Alkan. Sie setzten sich hierbei gegen Beşiktaş Istanbul und gegen Rubin Kazan durch. Beşiktas-Präsident Ahmet Nur Çebi hatte sich vor dem Wechsel zu einem Termin mit Bucaspor-Präsident Mehmet Bektur verabredet, jedoch hatte Aziz Yıldırım, Präsident von Fenerbahçe, „60.000 Euro mehr geboten“. Salih Uçan zum Wechsel zu Fenerbahçe und dem damit einhergehenden Ausschlagen von den Angeboten Kazans und Beşiktaş: „Zu Rubin Kazan wollte ich nicht. Was will ich dort als 18-Jähriger? Außerdem ist mir das Land zu kalt.“ und „Bei Besiktas stand der Trainer nicht fest und der, der kommen sollte, hätte mich möglicherweise nicht gekannt.“ Der Trainer, der kurz darauf das Amt bei Beşiktaş übernahm, war sein Entdecker und Förderer Samet Aybaba. Salih Uçan, für die Fener „zu diesem Zeitpunkt die beste Lösung“ war, wurde lange Zeit nicht registriert, weil der Klub unter anderem auch Raúl Meireles und Mehmet Topal verpflichtete. „Meine Zeit kommt noch. Der Trainer sagt, dass die Zukunft mit gehört.“ war der Kommentar des Jungstars damals, jedoch war er trotz guter Leistungen im Training und in Tests stets Ergänzungsspieler und kam nicht über Einsätze in Testspielen und im türkischen Pokalwettbewerb hinaus. Sein Punktspieldebüt für „Fener“ gab er am 29. Oktober 2012, als er am 9. Spieltag gegen Antalyaspor nach 77 Minuten für Hasan Ali Kaldırım eingewechselt wurde. Drei Minuten nach seiner Einwechslung unterlief Salih Uçan ein Fehler, der zum Tor zum 3:1 des Gegners führte. Er musste kurz danach von seiner Mannschaft wieder aufgebaut werden. Vor allen Dingen Torwart Volkan Demirel motivierte Salih Uçan mit den Worten „Bleib' stark, du wirst ein Großer.“ Von der Schwäche war jedoch nicht nur Salih Uçan betroffen. Der ganze Klub war damals in der Krise. Der bei Bucaspor und in den Jugend-Nationalmannschaften als Offensivspieler jedoch bei Fenerbahçe als defensiver Mittelfeldspieler eingesetzte Uçan wurde deswegen von nicht wenigen in die Stammformation gefordert. Auch Aykut Kocaman, der damals Trainer war, war die Leistung seiner Mannschaft nicht verborgen geblieben, wenn Salih Uçan auflief. Salih Uçans Wendepunkt sollte im März 2013 sein, als er im Europa-League-Achtelfinalrückspiel gegen Viktoria Pilsen nach 35 Minuten für Mehmet Topal, der sich verletzt hatte, eingewechselt wurde und eine Minute vor Halbzeitpfiff den 1:0-Führungstreffer erzielte; das Spiel endete 1:1. Weil Fenerbahçe das Hinspiel mit 1:0 gewonnen hatte, reichte das Remis zum Weiterkommen, weil Fenerbahçe den direkten Vergleich mit 2:1 gewann. Im Spiel wurde er zum besten Mann auf dem Platz ernannt. Eine Woche danach ließ er im zweiten Punktspiel gegen Antalyaspor seinen ersten Treffer in der Liga folgen. Durch seine Leistungen erweckte Salih erneut das Interesse von Rubin Kazan, jedoch erteilte Fener in Person von Aziz Yıldırım eine Absage. Dessen Worte: „So viel Geld können die gar nicht drucken.“ In seiner ersten Spielzeit für Fenerbahçe kam er zu zehn Einsätzen, in denen er drei Treffer erzielte. In der Europa League, wo Fenerbahce das Halbfinale erreichte und die Endspielteilnahme knapp verpasste, kam Salih Uçan auf sieben Einsätze und erzielte ein Tor (Der Treffer zum 1:0 gegen Pilsen).
Im Sommer 2014 wurde Ucan für die Dauer von zwei Jahren an  den italienischen Verein AS Rom mit einer Kaufoption verliehen. Nachdem er sich hier nicht hat behaupten können, verzichtete der AS Rom darauf, die Kaufoption zu nutzen. So kehrte Uçan zu Fenerbahçe zurück und spielte hier eine weitere Saison. Für die Saison 2017/18 wurde er an den Schweizer Verein FC Sion und anschließend für die Saison 2018/19 an den italienischen Erstligisten FC Empoli verliehen.
Im Sommer 2019 verließ er mit seinem Vertragsende Fenerbahçe Istanbul und heuerte innerhalb der Liga bei Alanyaspor an. Er unterschrieb einen Zweijahresvertrag bis zum Sommer 2021.
Im Sommer 2021 gab der türkische Double-Meister der abgelaufenen Saison 2020/21, Beşiktaş İstanbul, bekannt, dass er Uçan mit seinem Vertragsende bei Alanyaspor ablösefrei verpflichtet hat.

### Nationalmannschaft
Uçan spielte ab der türkischen U-15 bis zur U-19 in allen türkischen Jugendnationalmannschaften. Nachdem er 2012 für die U-20-Nationalmannschaft zu spielen begonnen hatte, spielte er 2013 auch für die Türkische U-21. 2013 spielte er zeitgleich für die U-19, die U-20 und die U-21.
Im Rahmen der U-20-Fußball-Weltmeisterschaft 2013 wurde er in das Turnieraufgebot der türkische U-20-Nationalmannschaft berufen.
Im November 2013 wurde er im Rahmen zweier Testspiele vom Nationaltrainer Fatih Terim zum ersten Mal in das Aufgebot der türkischen Nationalmannschaft nominiert. Er gab im Testspiel vom 15. November 2013 gegen die Nordirische Nationalmannschaft sein Länderspieldebüt.

## Erfolge
Mit der türkischen U-20-Nationalmannschaft
- Achtelfinalist der U-20-Fußball-Weltmeisterschaft: 2013

Mit Fenerbahçe Istanbul
- Halbfinalist der Europa League: 2012/13
- Türkischer Pokalsieger: 2013
- Türkischer Meister: 2014